# Сорел Траси (Квебек)
Сорел Траси (фр. Sorel-Tracy) је град у Канади у покрајини Квебек. Према резултатима пописа 2011. у граду је живело 34.600 становника.

## Становништво
Према резултатима пописа становништва из 2011. у граду је живело 34.600 становника, што је за 1,5% више у односу на попис из 2006. када је регистровано 34.076 житеља.
| 2006.  | 2011.  |
| ------ | ------ |
| 34.076 | 34.600 |